# 玛丽·德·吉斯
玛丽·德·吉斯（Marie de Guise，1515年11月22日—1560年6月11日），出生于洛林巴勒迪克，逝世于爱丁堡城堡。是苏格兰国王詹姆斯五世的第二位王后，苏格兰女王玛丽一世的母亲。

## 生平
玛丽·德·吉斯是吉斯公爵克洛德·德·洛林的长女。1534年8月4日她与路易·德·奥尔良在卢浮宫结婚。两人的婚姻非常满好。1535年10月30日他们的儿子弗朗西斯出生。1536年她在巴黎参加了苏格兰国王詹姆斯五世（即她后来的丈夫）与法国国王弗朗索瓦一世的女儿马德琳公主的婚礼。
1537年6月9日她的丈夫逝世，她成为21岁的寡妇。同年8月4日她的次子路易出生。同年7月詹姆斯的妻子马德琳公主也逝世。詹姆斯希望继续通过婚姻与法国保持良好关系。詹姆斯通过他的舅舅英国国王亨利八世向法国国王弗朗索瓦一世传话表示对玛丽·德·吉斯感兴趣。弗朗索瓦一世把詹姆斯求婚的事告诉了玛丽的父亲。一开始玛丽不愿出嫁，因为她不想离开法国，此外她的次子出生后不久就死了。但是在父亲的催促下她还是同意了。
1538年5月18日两人在巴黎圣母院结婚。婚后玛丽不得不把她的儿子留在法国。1540年2月22日她在苏格兰被加冕为苏格兰王后。她与詹姆斯五世有两个儿子，但是均早夭。1542年12月8日玛丽一世出生，六天后詹姆斯逝世，出生才六天的玛丽成为苏格兰女王玛丽一世。
玛丽·德·吉斯将她的女儿送往法国去与后来的法国国王弗朗索瓦二世结婚。1554年她开始替她的女儿执政。在她执政期间苏格兰最大的问题是宗教冲突，她尤其与苏格兰的新教徒冲突。1560年她在爱丁堡城堡逝世。她死后被葬在兰斯。
| 苏格兰王族                               | 苏格兰王族                   | 苏格兰王族                             |
| ---------------------------------------- | ---------------------------- | -------------------------------------- |
| 空缺上一位持有相同頭銜者：瓦盧瓦的瑪德琳 | 蘇格蘭君主配偶 1538年–1542年 | 空缺下一位持有相同頭銜者：弗朗索瓦二世 |